# 16219 Venturelli
A 16219 Venturelli (ideiglenes jelöléssel 2000 DL29) a Naprendszer kisbolygóövében található aszteroida. A LINEAR projekt keretében fedezték fel 2000. február 29-én.